# غفار بهي
غفار بهي هي قرية في مقاطعة أرومية، إيران. يقدر عدد سكانها بـ 356 نسمة بحسب إحصاء 2016.